# Stanisław Gąsienica Daniel
Stanisław Gąsienica Daniel född 6 mars 1951 i Zakopane (i södra Polen på nordsidan av Karpaterna i Tatrabergen) är en polsk tidigare backhoppare som tävlade för Wisła Zakopane. 

## Karriär
Stanisław Gąsienica Daniel debuterade internationellt i tysk-österrikiska backhopparveckan 28 december 1969 i Schattenbergbacken i Oberstdorf. Där blev han nummer 23. I andra deltävlingen i backhopparveckan säsongen 1969/1970 i Stora Olympiabacken i Garmisch-Partenkirchen blev han nummer 8. Det var hans bästa placering i en deltävling i backhopparveckan. Stanisław Gąsienica Daniel startade fyra säsonger i backhopparveckan. Hans bästa resultat sammanlagt kom i säsongen 1970/1971 då han blev nummer 15.
Höjdpunkten i karriären blev Skid-VM 1970 som ägde rum i Vysoké Tatry i det dåvarande Tjeckoslovakien. I tävlingen i normalbacken blev Stanisław Gąsienica Daniel nummer 33, 30,7 efter segrande Garij Napalkov från Sovjetunionen. I stora backen lyckades det Daniel att vinna en bronsmedalj, 15,2 poäng efter Napalkov som blev dubbel världsmästare och endast 0,5 poäng efter hemmafavoriten Jiří Raška.
Stanisław Gąsienica Daniel deltog även under olympiska spelen 1972 i Sapporo i Japan. Där blev han nummer 39 i normalbacken i Miyanomori, 50,2 poäng efter hemmahoppet Yukio Kasaya (Japan tog en trippelseger med Akitsugu Konno på silverplatsen och Seiji Aochi på tredjeplats). I den synnerligen svåra tävlingen i stora backen i Ōkurayama som präglades av kraftig vind, blev Stanisław Gąsienica Daniel nummer 31, 38,8 poäng efter segrande landsmannen Wojciech Fortuna.
Stanisław Gąsienica Daniel blev polsk mästare i normalbacken 1970. Han har fem silvermedaljer från polska mästerskap. Daniel blev nummer 8 i backhoppstävlingen i Holmenkollen 1970.